# Petrașivka, Poltava
Petrașivka (în ucraineană Петрашівка) este un sat în comuna Runivșciîna din raionul Poltava, regiunea Poltava, Ucraina.

## Demografie
Componența lingvistică a localității Petrașivka
     Ucraineană (98,22%)
     Rusă (1,78%)
Conform recensământului din 2001, majoritatea populației localității Petrașivka era vorbitoare de ucraineană (98,22%), existând în minoritate și vorbitori de rusă (1,78%).